# Casa del Chavo
La Casa del Chavo es un edificio situado en la avenida Marqués de Sotelo números 8 y 10 de la ciudad de Valencia, España.

## Edificio
Es una obra del arquitecto valenciano Enrique Viedma Vidal cuyo proyecto data del año 1928. Posee dos amplias fachadas que recaen a la avenida del Marqués de Sotelo números 8 y 10 y a la calle San Pablo, respectivamente. La entrada principal al edificio está situada justo en el chaflán entre ambas fachadas. Su estilo es el casticismo valenciano.
Fue construido para albergar la sede del Instituto Nacional de Previsión en Valencia. Carlos Sousa Álvarez de Toledo, marqués de Sotelo, en aquel momento alcalde de Valencia, inauguró el edificio. Fue sede de un ministerio durante la Segunda República Española. Actualmente alberga la sede de la Tesorería General de la Seguridad Social en Valencia.
El edificio es conocido popularmente como la Casa del Chavo debido al chavo, moneda de 10 céntimos de peseta que los obreros pagaban a los fondos del Instituto Nacional de Previsión. Entre 1998 y 2003 el edificio fue restaurado por el arquitecto valenciano Manuel Portaceli.